# Andover (New Jersey)
Pour les articles homonymes, voir Andover.
Andover est une commune de l'État américain du New Jersey. Situé dans le comté de Sussex, elle a le statut de borough et a une population d'environ 600 habitants.